# Charles-Simon Favart

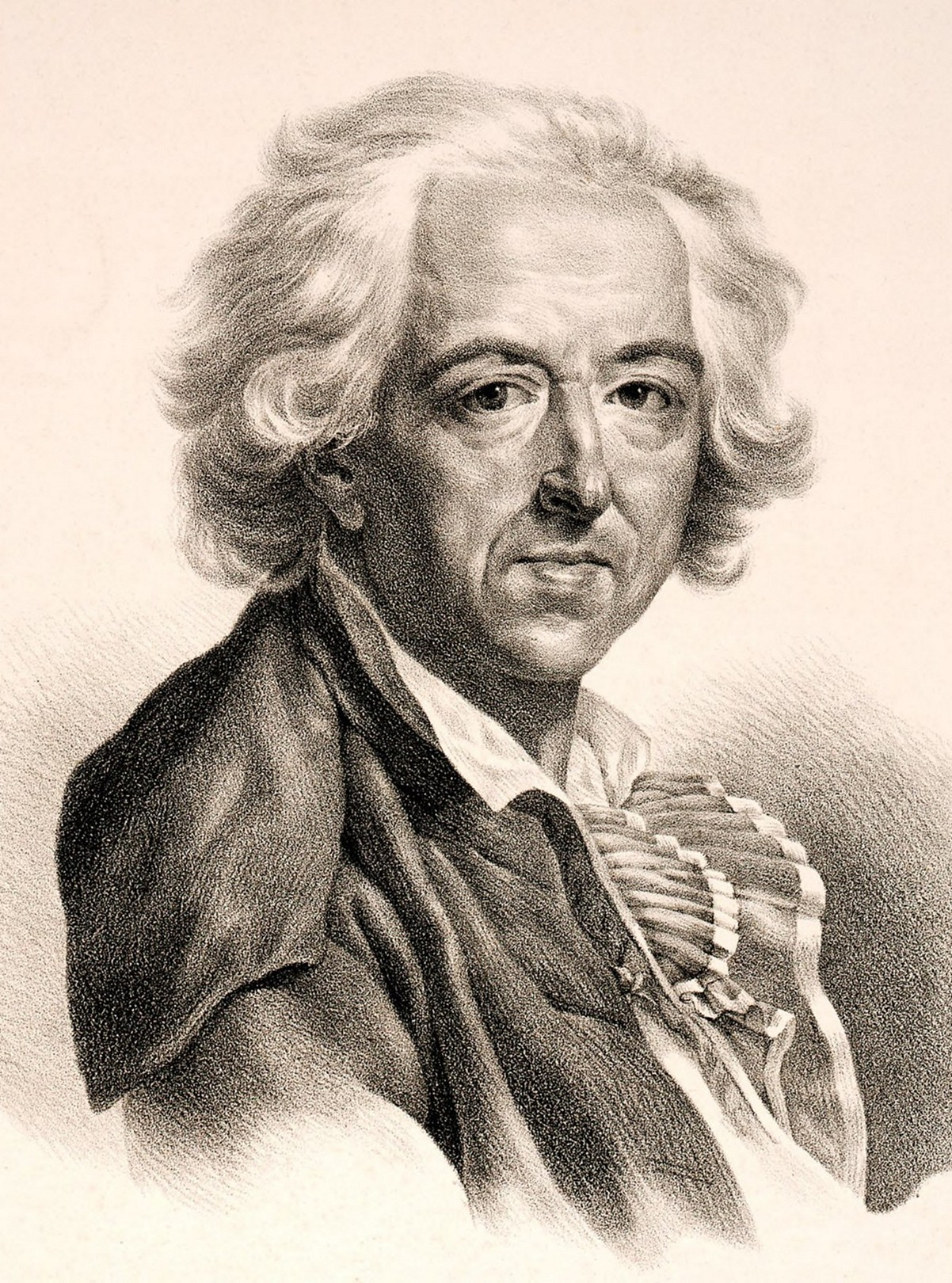
Charles Simon Favart

Charles Simon Favart (Parijs, 13 november 1710 – aldaar, 12 mei 1792) was een Frans toneelschrijver.
Favart werd geboren te Parijs en was de zoon van een banketbakker.  Hij genoot zijn studies aan het Lycée Louis-le-Grand. Na de dood van zijn vader nam hij de bakkerij enige tijd over. Zijn eerste literaire succes was La France delivrée par la Pucelle d'Orléans, een gedicht over Jeanne d'Arc waarmee hij een prijs won van de Académie des Jeux Floraux. Na de uitvoering van zijn eerste vaudeville Les Deux Jumelles (1734) kreeg hij de kans om zich volledig op het theater te focussen en de bakkerij van zijn vader links te laten liggen. Zijn loopbaan begon met het schrijven van anonieme werken voor minder bekende theaterzalen. Het eerste werk dat daadwerkelijk zijn naam droeg, was La Chercheuse d’esprit uit 1741.
Een paar van Favarts meest succesvolle werken waren Annette et Lubin, Le Coq du milage (1743), Ninette à la cour (1753), Les Trois Sultanes (1761) en L'Anglais de Bordeaux (1763). Hij werd aangesteld als directeur van de Opéra-Comique en in 1745 huwde hij met Marie Duronceray, een jonge danseres, zangeres en actrice die het jaar ervoor haar succesvol debuut had gemaakt als Mlle Chantily. Dankzij hun gezamenlijke talenten werd de Opéra-Comique zo succesvol dat hun rivaal, de Comédie-Française, hun besloot tegen te werken.
Door deze concurrentie kwam Favart in geldnood en accepteerde hij het voorstel van de maarschalk  Maurits van Saksen om als directeur van een reizende toneelgroep Maurits’ leger te vergezellen naar Vlaanderen, waar een korte Franse bezetting (1745-1749) aan de gang was. Als deel van zijn taak in deze positie moest Favart regelmatig verzen schrijven over de veldslagen die gevoerd werden om zo het moraal van de soldaten hoog te houden. Favart en zijn bende werden zo populair dat zelfs de vijanden zijn verhalen wilde horen. Rond deze periode (1746-1748) werd Favart aanstelde tot directeur van de koninklijke Muntschouwburg door Maurits van Saksen.
Lang heeft deze aanstelling niet geduurd: Maurits van Saksen had namelijk zijn oog op Favarts vrouw laten vallen. Om aan deze ongewenste avances te ontsnappen, vluchtte zij naar Parijs. Als wraak zette de maarschalk Favart af als directeur van de Muntschouwburg, waarop Favart naar Straatsburg vluchtte. Na de dood van Maurits van Saksen in 1750 keerde Favart terug naar Parijs, waar hij terug verenigd werd met zijn vrouw en waar zij hun artistieke activiteiten samen verderzetten. Rond deze periode werd Favart ook bevriend met de abt van Voisenon, die hem hielp om werk te vinden. Tijdens de laatste jaren van Favarts leven werd hij zo goed als blind. Hij stierf  in 1792 te Parijs.
Favarts toneelstukken zijn verscheidene keren opnieuw uitgegeven geweest (1763-1772, 12 volumes; 1810, 3 volumes; 1813; 1853). Zijn briefwisseling (1759-1763) met Giacomo Durazzo, de directeur van de Weense theaters, werd in 1808 gepubliceerd onder de titel Mémoires et correspondance littéraire, dramatique et anecdotique de CS Favart. Deze brieven geven een waardevol beeld van de literaire wereld van de 18de eeuw.

## Oeuvre
Een zestigtal stukken van zijn ongeveer 150 werken (vooral komedies en opéras-comiques) werden uitgegeven tijdens zijn leven. Dit gebeurde in tien volumes met als titel Théâtre de M. Favart, Paris, Duchesne (later Veuve Duchesne), 1763–1772. Deze werden heruitgebracht in facsimile in 1971.
- 1732: Polichinelle comte de Paonfier
- 1734: Les Deux Jumelles
- 1735: La Foire de Bezons
- 1738: Le Bal bourgeois
- 1739: Moulinet premier, parodie
- 1740: La Servante justifiée
- 1741: La Chercheuse d'esprit, opéra-comique
- 1741: La Fête de Saint-Cloud
- 1742: Le Prix de Cyhtère, opéra comique
- 1742: Hippolyte et Aricie, parodie
- 1743: Le Coq de village, opéra comique
- 1744: Acajou, opéra comique
- 1744: Le Bal de Strasbourg, ballet
- 1745: Les Vendanges de Tempé
- 1747: Les Nymphes de Diane
- 1747: Les Amours grivois
- 1748: Cythère assiégée
- 1750: Zéphire et Fleurette
- 1751: Les Indes dansantes, parodie op Indes galantes
- 1753: Raton et Rosette
- 1753: Les Amours de Bastien et Bastienne, parodie op Le Devin du village
- 1755: La Servante maîtresse, parodie op La Serva Padrona van Giovanni Battista Pergolesi.
- 1755: Ninette à la cour, opéra comique
- 1761: Les Trois Sultanes ou Soliman Second
- 1762: Annette et Lubin, opéra comique
- 1763: L'Anglais à Bordeaux
- 1765: La Fée Urgèle|La Fée Urgèle ou Ce qui plaît aux dames, opéra-comique
- 1769: La Rosière de Salency, opéra comique
- 1773: La Belle Arsène, opéra comique

Favart schreef ook zijn Mémoires neer. Deze werden in 1808 uitgegeven door zijn kleinzoon.

## Trivia
- Favart en zijn vrouw worden op fictieve wijze voorgesteld in Offenbachs opéra comique Madame Favart uit 1878.

- De tweede zoon van Favart en Marie, Charles Nicolas Favart, werd eveneens een acteur en toneelauteur.

- Favart maakte een herwerking van Rinaldo di Capuas La Zingara getiteld La Bohemienne.

- Favart's Hippolyte et Aricie uit 1742 is een parodie op de gelijknamige opera van Jean-Philippe Rameau uit 1733.

- Bibsys: 1498562805510
- Biblioteca Nacional de España: XX1637742
- Bibliothèque nationale de France: cb120041282 (data)
- Catàleg d'autoritats de noms i títols de Catalunya: 981058519048806706
- Gemeinsame Normdatei: 118683144
- International Standard Name Identifier: 0000 0001 2126 6500
- Library of Congress Control Number: n83020831
- Nationale Bibliotheek van Letland: 000309552
- MusicBrainz: dd507d3b-248c-475f-8f1c-7990f4f053ad
- Nationale Bibliotheek van Tsjechië: mzk2008469054
- Nationale Bibliotheek van Israël: 987007261032905171
- Nederlandse Thesaurus van Auteursnamen: 072484462
- Istituto Centrale per il Catalogo Unico: BRIV005715
- LIBRIS: 296492
- SNAC: w6z32278
- Système universitaire de documentation: 028149327
- Trove: 921109
- Virtual International Authority File: 32006642
- WorldCat: E39PBJtRGr6fMpHJRBHRT8c9Dq